# シャルル・ドゥレストラン
シャルル・ドゥレストラン（Charles Delestraint, 1879年3月12日 - 1945年4月19日）は、フランスの軍人。フランス本土占領期にフランス秘密軍の指揮官を務めた。

## 軍歴
1879年、フランスパ＝ド＝カレー県ビアッシュ＝サン＝ヴァストに生まれる。1897年、サン・シール陸軍士官学校に入学し1900年10月1日少尉に任官、第16歩兵連隊に配属される。第一次世界大戦に参加し、同年8月30日にシャノワ＝オーボンコール付近の戦いで捕虜となる。その後、捕虜収容所で4年間を過ごし1918年12月に解放された。
戦後も軍隊に残って機甲師団から成り立つ近代軍の主要な支持者となり1930年にはヴェルサイユ戦車学校で勤務する。1932年大佐に昇進し第505戦車連隊長に着任。1936年、少将に昇進しメスに駐屯する第3戦車旅団長に着任する。1939年3月に予備役に編入されるが、第二次世界大戦勃発に伴い同年9月現役に復帰、フランス戦ではシャルル・ド・ゴールが師団長を務める第4予備機甲師団付となり、アブヴィルにてドイツ軍に対し逆襲をしかける。フランスが降伏した後、ブール＝カン＝ブレスに退却する。1940年7月、フランス軍の大部分は解散されたが、ドゥレストランは休戦を拒絶して地下抵抗活動に身を投じることとなる。

## レジスタンス活動
アンリ・フルネによってフランスのレジスタンスに加えられ、ロンドンに亡命しているド・ゴールを訪ねた後に、秘密軍隊の先頭に立つことに同意する。フランスに戻ったドゥレストランはヴェルコールを中心に抵抗運動を指導する。
1943年3月15日に起きた一連の逮捕劇によりドゥレストランの部下達の多くが死亡した。
1943年6月9日、密会に行く途上パリメトロ9号線ラ・ミュエット駅においてゲシュタポに逮捕され、ルネ・アルディの逮捕を知る。逮捕後9ヶ月間ドゥレストランは黙秘を貫いた。1944年3月10日、ナッツヴァイラー強制収容所に抑留される。その後連合国軍の進攻により移送されることとなり、ダッハウ強制収容所に移される。1945年4月19日、ダッハウにてSSによって銃殺される。